# Ernst Schiess

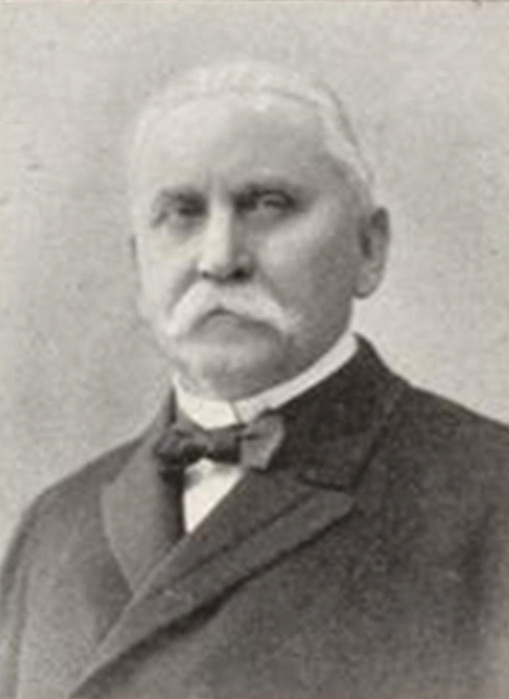
Kommerzienrat Ernst Schiess, Mitglied des Vorstandes der Kunstausstellung im Kunstpalast Düsseldorf, 1904

Ernst Schiess (* 14. September 1840 in Magdeburg; † 9. September 1915 in Erkrath; alternative Schreibweise Ernst Schieß) war ein deutscher Ingenieur und Unternehmer. Er war langjähriger Düsseldorfer Stadtverordneter, Vorsitzender der Handelskammer zu Düsseldorf und Gründer des Vereins Deutscher Werkzeugmaschinenfabriken (VDW).

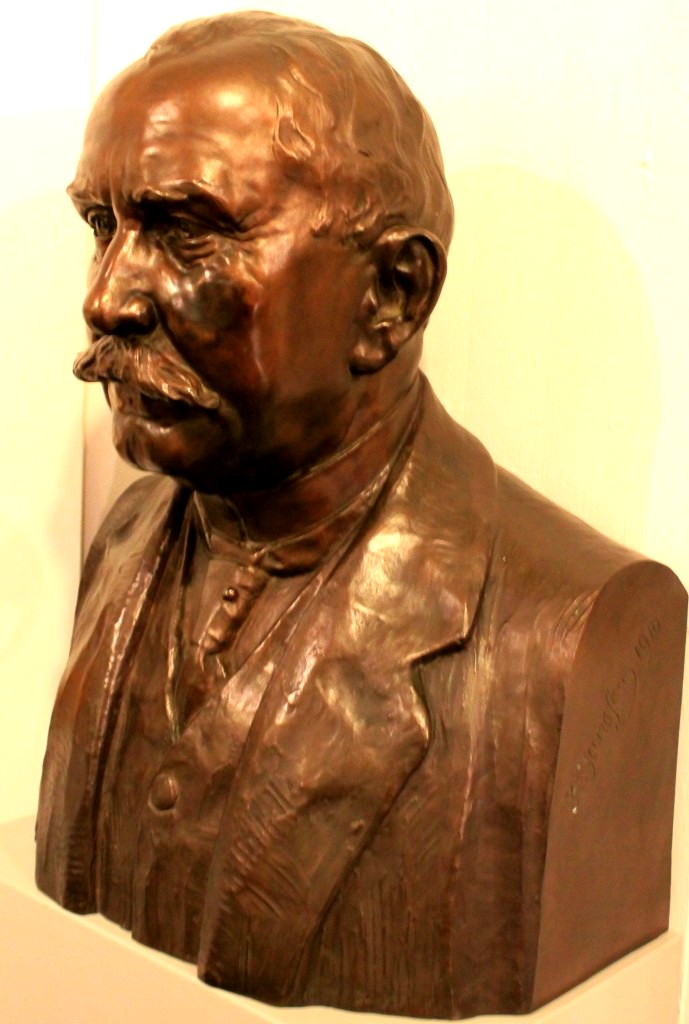
Bronzebüste von Ernst Schiess im Deutschen Schifffahrtsmuseum, Bremerhaven

## Leben
Ernst Schiess stammte aus einer Magdeburger Bankiersfamilie. Er besuchte ein humanistisches Gymnasium in seiner Heimatstadt, das er nach der Sekunda verließ. Er studierte dann ein Jahr am Polytechnikum Hannover. Hier schloss er sich dem Corps Saxonia an. Eine praktische Ausbildung in Manchester zeigte ihm die Bedeutung der Werkzeugmaschinen für die industrielle Entwicklung. In Schiess reifte der Entschluss, eine Werkzeugmaschinenfabrik zu gründen. Der Düsseldorfer Industrielle Albert Poensgen erkannte das Potenzial des jungen Ingenieurs. Poensgen überzeugte ihn davon, dass die Stadt am Rhein der geeignete Standort für die Umsetzung seiner Pläne sei, und half ihm aus einer kleinen Werkstatt eine Werkzeugmaschinenfabrik zu formen. 1866 startete die Produktion in Düsseldorf-Oberbilk.Drei Jahre später, 1869, heiratete er Anna (1846–1941), eine geborene Bodenstein, und gründete eine Familie. Die Tochter Franziska (1869–1911) heiratete Wilhelm Pfeiffer jun. (1861–1934), seit 1885 Mitinhaber des Bankhauses C. G. Trinkaus und Vorstand der Düsseldorfer Börse. Die zweite Tochter Elisabeth (1872–1954) heiratete 1892 August von Waldthausen (1862–1952), Kommerzienrat in Düsseldorf und im Aufsichtsrat der Deutschen Maschinenfabrik AG, Duisburg.
Schiess war seit dem 23. November 1888 bis zu seinem Tod Mitglied des Düsseldorfer Stadtverordneten-Kollegiums als Vorsitzender der Liberalen Fraktion. Er kümmerte sich um Gewerbe- und Verkehrsangelegenheiten, insbesondere aber um das Gewerbeschulwesen. 1891 wurde Ernst Schiess der Titel Kommerzienrat verliehen. Im selben Jahr initiierte er mit zehn anderen Werkzeugmaschinenherstellern die Gründung des Vereins Deutscher Werkzeugmaschinenfabriken. Von 1890 bis 1894 war der Unternehmer Vizepräsident der Handelskammer zu Düsseldorf, seit 1897 ihr Vorsitzender. Zusammen mit Heinrich Lueg organisierte er die Industrie- und Gewerbeausstellung Düsseldorf 1902. Eine Steuerstatistik von 1910 klassifiziert Ernst Schiess’ Vermögen auf 13–14 Millionen Mark.

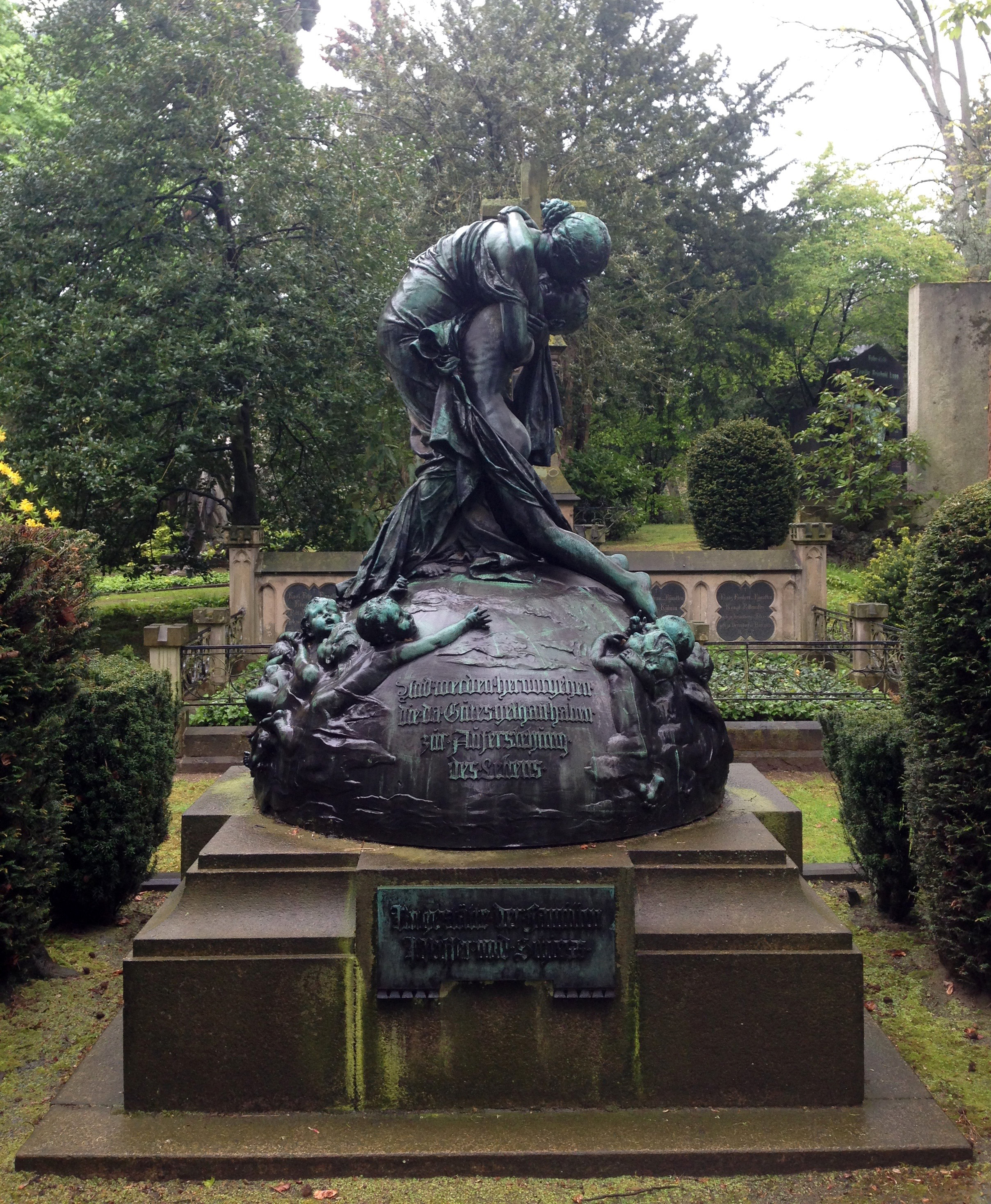
Grabstätte der Familien Pfeiffer und Schiess, Skulptur Wiedersehen von Friedrich Coubillier

Ernst Schiess starb am 9. September 1915 kurz vor seinem 75. Geburtstag auf seinem Landsitz in Erkrath bei Düsseldorf. Der Unternehmer wurde auf dem Düsseldorfer Nordfriedhof beigesetzt.

## Das Unternehmen

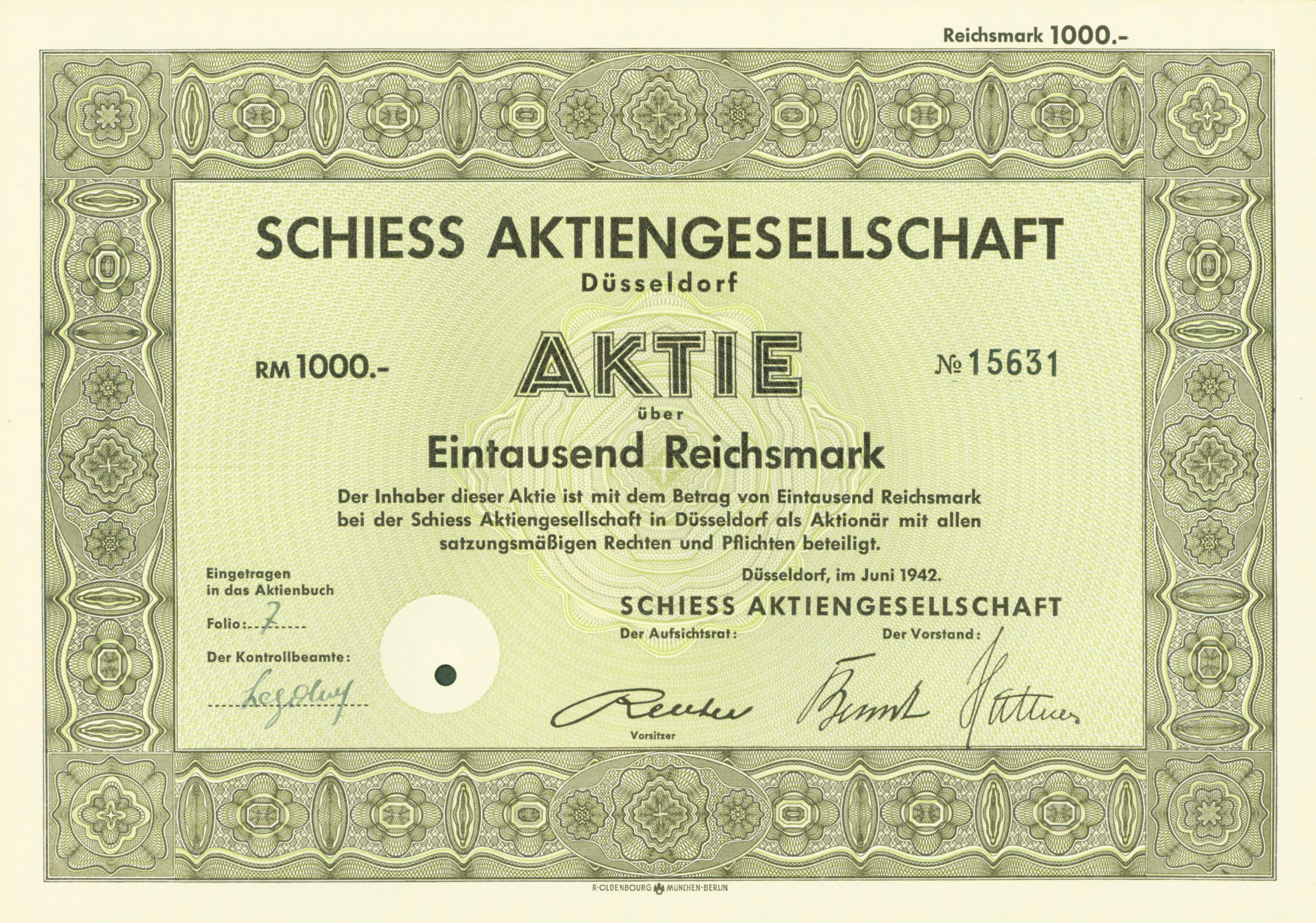
Aktie über 1000 RM der Schiess AG vom Juni 1942

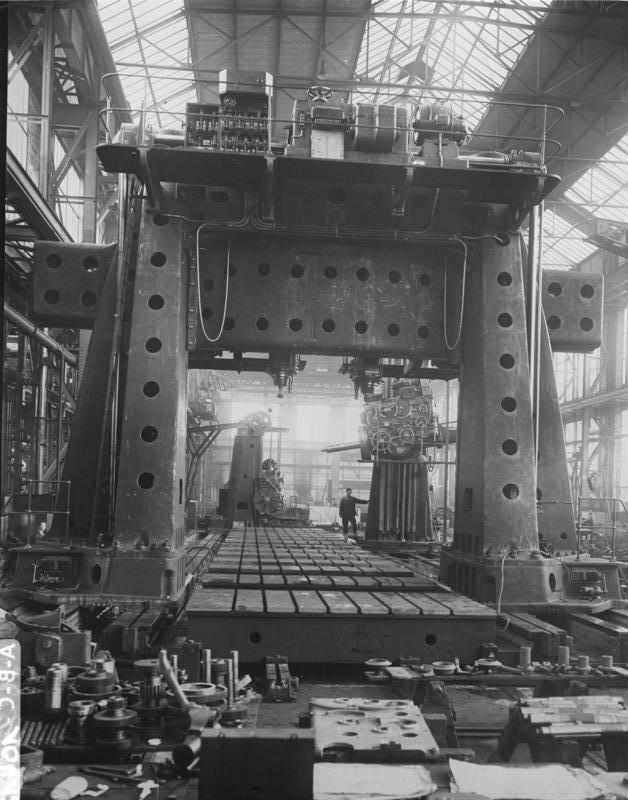
Portal-Fräswerk der Schiess-Defries AG im September 1930: Werkstücke mit bis zu 4,5 m Breite und Höhe und einer Länge von 24 m konnten damit bearbeitet werden.

### Zu Lebzeiten des Gründers
Das 1866 gegründete Unternehmen stellte zunächst noch keine eigenen Maschinen her. Es wurden Reparaturarbeiten geleistet und einzelne Maschinenbauteile gefertigt. Erst ab 1870 lieferte Schiess Werkzeugmaschinen aus eigener Herstellung, seit 1872 auch ins Ausland. Ende 1873 beschäftigte die junge Firma bereits rund 100 Mitarbeiter, trotz des schwierigen wirtschaftlichen Umfelds. 1880, nachdem die Gründerkrise überwunden war, fand in Düsseldorf die große Gewerbe- und Kunstausstellung statt. Die Firma Schiess gehörte mit 190 Mitarbeitern inzwischen zu den drei größten Werkzeugmaschinenfabriken des Deutschen Reichs. Dem Unternehmer Ernst Schiess wurde im Rahmen dieser Ausstellung die Silberne Staats-Medaille verliehen. In den 1880er Jahren gelang es schließlich auch, den bis dahin größten Konkurrenten, das Dortmunder Unternehmen Wagner & Co., zu überrunden. 1906 wandelte Schiess sein Unternehmen in eine Aktiengesellschaft um. Das Grundkapital betrug 4,7 Millionen Mark. Mitbegründer waren seine Schwiegersöhne, die Bankiers August von Waldthausen und Wilhelm Pfeiffer (1861–1934). 1915 hatte die Schiess AG 1023 Mitarbeiter. Der Betrieb wurde als kriegswichtig klassifiziert und verdiente gut im und am Ersten Weltkrieg. Das Unternehmen war ein bedeutender Zulieferer für die deutschen Schiffswerften.

### Nach dem Tod des Gründers
1925 fusionierte die Schiess AG mit den Defries-Werken zur Schiess-Defries AG, ab 1939 firmierte man wieder unter dem alten Namen. Unter der nationalsozialistischen Herrschaft war das Unternehmen wiederum an der Produktion kriegswichtiger Güter beteiligt. Zwischen 1945 und 1948 wurden alle fünf Werke demontiert. In den 1950er Jahren wurde die Produktion im Düsseldorfer Stadtteil Lörick wieder aufgenommen. 1993 wurde das Unternehmen von der Bremer Vulkan übernommen, 1996 meldete die Bremer Vulkan Insolvenz an. Schiess fusionierte mit der in Aschersleben sitzenden Werkzeugmaschinen Fabrik Aschersleben (WEMA), der Produktionsstandort Düsseldorf wurde in der Folge aufgegeben. Später erfolgte die Umfirmierung zur Schiess GmbH. 2004 wurde die Schiess GmbH nach finanziellen Schwierigkeiten vom chinesischen Maschinenbauer Shenyang Machine Tool Group übernommen. Nach deren Insolvenz wurde die Schiess GmbH von Guochuang Windenergy Equipment Ltd gekauft und firmiert seit 2019/2020 als Schiess Werkzeugmaschinenfabrik GmbH.

## Ehrungen

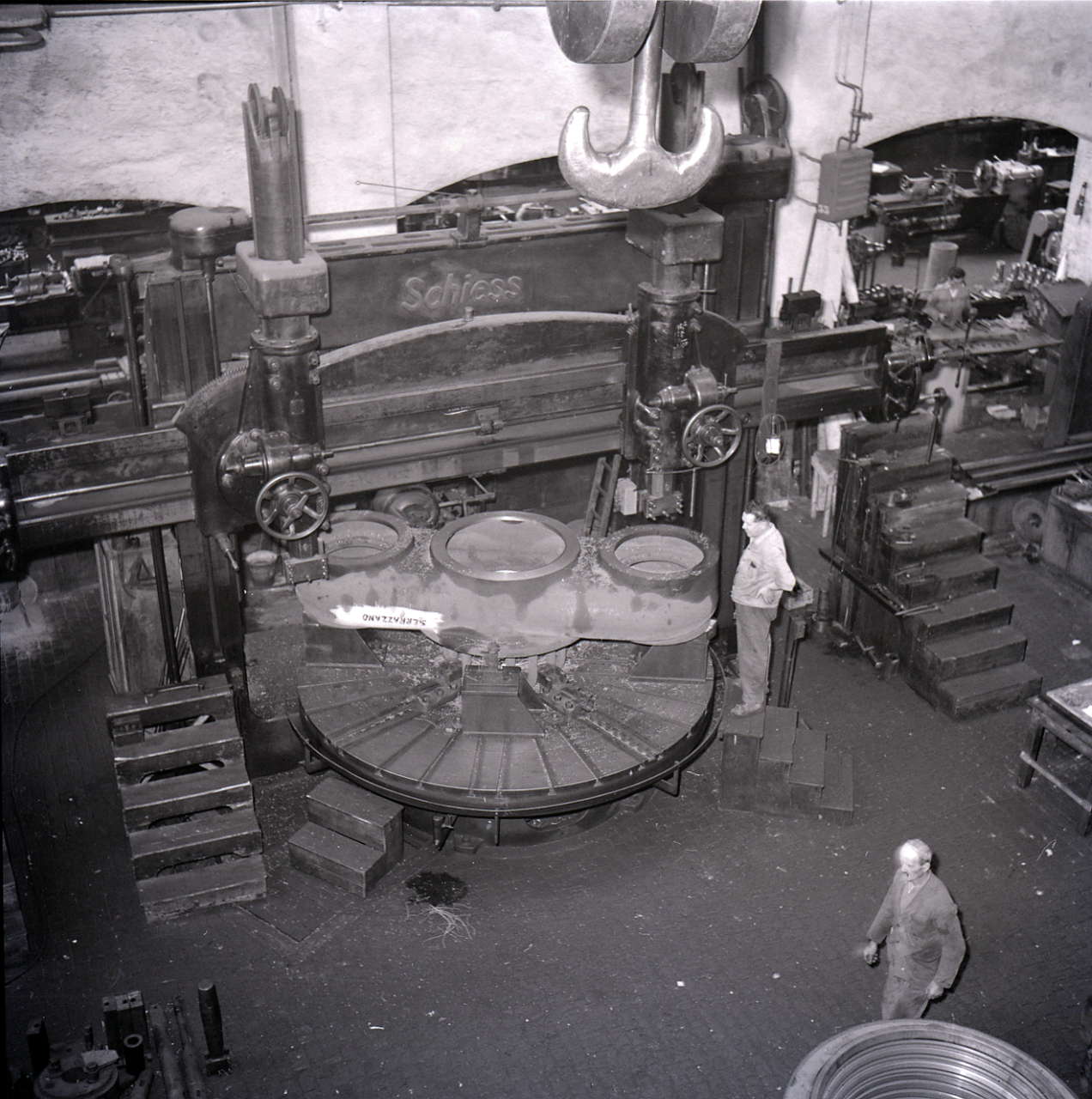
Schiess, 1958

Die Stadt Düsseldorf benannte 1930 eine Straße im Stadtteil Derendorf nach Ernst Schiess. Diese Straße wurde jedoch am 31. Januar 1966 umbenannt. Gleichzeitig wurde die Löricker Straße im Stadtteil Lörick, an dem die Hauptverwaltung des Konzerns lag, in ihrem südlichen Verlauf im Bereich des Stadtteils Heerdt in Schiessstraße umbenannt.
In Aschersleben hat die Gesellschaft ihren Sitz in der Ernst-Schiess-Straße 1.
Das Deutsche Schifffahrtsmuseum in Bremerhaven besitzt eine Bronzeplastik von Ernst Schiess.